# Sherif Ekramy
Sherif Ekramy, né le 10 juillet 1983 au Caire, est un footballeur égyptien jouant en poste de gardien de but à Pyramids FC.
International égyptien, il est le fils de l'ancien gardien Ekramy El-Shahat (en) qui évoluait à Al Ahly SC.

## Biographie
Ekramy a été formé à Al Ahly SC. Il est ensuite transféré aux Pays-Bas, à Feyernoord. Il revient ensuite en Égypte où il passe une saison avec El Gouna FC avant de revenir dans son club formateur en 2009. Il y devient titulaire indiscutable après le départ de Essam El Hadary.
Ses bonnes performances lui ouvre les ports de la sélection nationale.
Il fait partie de la liste des 23 joueurs égyptiens sélectionnés pour disputer la Coupe du monde de 2018 en Russie.

## Palmarès

### En club
- Al Ahly  SC
  - Championnat d'Égypte :
    - Champion (7) : 2010, 2011, 2014, 2016, 2017, 2018 et 2019.

  - Coupe d'Égypte :
    - Vainqueur (1) : 2017

  - Supercoupe d'Afrique :
    - Vainqueur (2) : 2013, 2014.

  - Ligue des champions de la CAF :
    - Vainqueur (2) : 2012, 2013

  - Supercoupe d'Égypte :
    - Vainqueur (5) : 2011, 2012, 2014, 2015, 2016.

  - Coupe de la Confédération : 
    - Vainqueur (1) : 2014

  - Égypte
    - Coupe d'Afrique des nations
      - Finaliste 2017